# Kuban (regiune geografică)

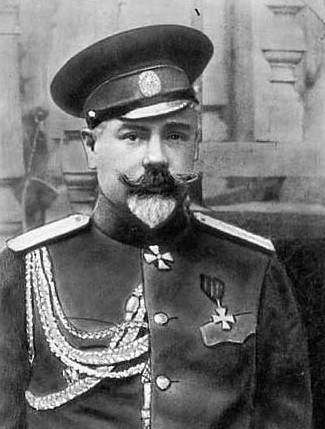
Generalul Anton Ivanovici Denikin

Kuban este o regiune din Caucazul de Nord, care este traversat de râul Kuban, ținutul avea capitala la Ekaterinodar, fiind locuită de cazaci, azi orașul se numește Krasnodar. Ținutul se întindea peste lanțul principal al munților Caucaz spre nord peste stepa calmucilor până la râul Kuguieia care se varsă la Eisk în Marea Azov. La vest regiunea era limitată de Marea Neagră și Marea Azov. La est se mărginea cu ținutul Terek, granița fiind linia care unea printr-o regiune de șes orașele Stavropol și Armavir. Mai departe spre sud relieful începe să urce în regiunea cerkezilor ajungând în regiunea alpină a lui Elbrus. Azi ținutul corespunde regiunii Krasnodar și o parte din regiunea Karaciai-Cerkessia. Caucazul de Nord a suferit prin secolul XVIII o serie de transformări administrative și politice, fiind frământată de luptele dintre musulmani și ruși.